# Baskervilles hund (musikalbum)
Baskervilles hund är Kjell Höglunds fjärde musikalbum, utgivet juni 1974 hos skivbolaget Alternativ (senare Atlantis).
På skivomslaget finns en målning av Pieter de Groot Boersma.

## Mottagande
Aftonbladet kallade Baskervilles hund för Höglunds dittills "jämnaste skiva" i sin recension.

## Låtlista
Text och musik: Kjell Höglund.

### Sida A
1. "Bakom fiendens linjer" - 6:10
2. "Dagen efter på krogen" - 3:20
3. "Nattlig episod med alkemisten Karl Marx" - 4:55
4. "Man vänjer sig" - 3:50
5. "Trollfolk på bygden" - 4:15
6. "Sista valsen" - 2:10

### Sida B
1. "Rosamunde" - 2:50
2. "Maffian" - 14:00
3. "Erik Olof Älg" - 3:50
4. "Ett dygn har både dag och natt" - 3:15

## Medverkande
- Kjell Höglund - akustisk gitarr (spår A2, A3, A4, B3), sång
- Lasse Englund - akustisk gitarr
- Greg Fitzpatrick - elbas
- Rolf Wikström - elgitarr
- Hans Wiktorsson - congas
- Jan Zetterquist - trummor
- Bengt Lindgren - elbas, kör, akustisk gitarr
- Dag Lundquist - trummor, kör, fiol
- Hans Olsén - piano
- Spiros Liakopoulos - piano
- Madeleine Stokes - flöjt
- Gunilla Granholm - kör